# Khorassan (groupe djihadiste)
À ne pas confondre avec un autre groupe terroriste islamique en Afghanistan, l'État islamique au Khorassan, lié quant à lui à l'État islamique.
Pour la région historique Grand Khorasan, voir Grand Khorassan.
Pour la région de l'Iran, voir Khorassan.
 (février 2025).
Khorassan ou groupe Khorassan est un groupe terroriste islamiste, membre d'Al-Qaïda, possiblement originaire d'Afghanistan et du Pakistan et qui est désormais exclusivement présent en Syrie.

## Origine du terme
« Khorassan » est un terme historique désignant la région composée par l'Afghanistan, le Tadjikistan, l'Ouzbékistan, le Turkménistan et le Pakistan (Grand Khorasan). En anglais il est orthographié « Khorasan ».

## Déclarations des États-Unis sur le groupe
Le groupe est prétendument dirigé par Mouhssine al-Fadhli, qui aurait hérité de son surnom d'al-Khorassani en dirigeant le groupe. Il n'est pas certain que Khorassan soit une branche d’Al-Qaïda en Syrie (Front al-Nosra) ou une unité séparée. Ses membres sont des djihadistes venant de plusieurs pays.
Le groupe Khorassan fait partie des cibles de la coalition contre l'État islamique de septembre 2014.
Le 18 octobre 2015, les États-Unis affirment avoir tué le Saoudien Abdel Mohsen Abdallah Ibrahim al-Sharikh, dit Sanafi al-Nasr, présenté comme le numéro 1 du groupe Khorassan, lors d'une frappe aérienne dans le nord-ouest de la Syrie.

## Critiques de la campagne américaine

### Doutes sur l'existence du groupe
Le journaliste politique Glenn Greenwald, particulièrement critique de la politique étrangère américaine, a accusé le gouvernement d'avoir inventé le groupe Khorassan uniquement dans le but de convaincre l'opinion américaine, de plus en plus isolationniste, de la nécessité d'intervenir en Irak et surtout en Syrie : le groupe Khorassan est censé avoir pour but d'attaquer les pays occidentaux sur leur territoire, alors que l'État islamique ne menace que ses voisins directs.
Un argument intermédiaire a été proposé par Le Journal de Montréal : les groupes d'élite d'Al-Qaïda visant à frapper à l'étranger existent, mais n'ont pas de structure nommée, « Khorassan » étant uniquement un nom de code utilisé par les Américains par commodité.
Les rebelles ont pour leur part accusé les États-Unis d'avoir inventé Khorassan comme prétexte pour attaquer le Front al-Nosra.
Le 27 mai 2015, dans une interview à Al Jazeera, Abou Mohammed al-Joulani, le chef du Front al-Nosra dément l'existence du groupe Khorassan et affirme qu'Ayman al-Zaouahiri a donné des ordres pour ne pas lancer d'attaque contre l'Occident depuis la Syrie.

### Opportunité de l'attaque
Même en admettant que le groupe existe, les analystes divergent sur la nécessité des bombardements de la coalition. En effet, Khorassan est trop lié au Front al-Nosra pour bombarder l'un sans bombarder l'autre. Or le Front al-Nosra, après quelques tergiversations, s'est allié aux rebelles syriens soutenus par les États-Unis, aussi bien contre le gouvernement syrien que contre l'État islamique.
Abou Khalil, un djihadiste syrien de Khorassan, a également affirmé dans un récit confirmé à Libération fin 2014, que son mouvement ne projetait alors aucune attaque à l'étranger : « Ils (les services américains) affirment que nous étions focalisés sur les attentats à l’étranger mais c’est faux. Les combattants luttaient avant tout contre le régime de Bachar al-Assad. Chaque jour, nous allions au front ». Malgré la perte d'une dizaine d'hommes, dont Abou Youssef al-Turki, considéré comme l'un des meilleurs sniper au monde, Abou Khalil affirme que le groupe Khorassan n'a pas été détruit : « Al-Turki a formé plus de 600 combattants, qui pourront à leur tour en entraîner d’autres, la majorité des chefs sont toujours vivants. Désormais, ils seront totalement invisibles. Ils sont entraînés à ça, les Américains ne les retrouveront jamais ».

## Source
- (en) Cet article est partiellement ou en totalité issu de l’article de Wikipédia en anglais intitulé « Khorasan group » (voir la liste des auteurs).
- Le groupe Khorassan préparait des attaques «majeures», lapresse.ca, 23 septembre 2014